# Petrus en Pauluskathedraal (Peterhof)
De Kathedraal van de Heilige Apostelen Petrus en Paulus (Russisch: Собор Петра и Павла) is een Russisch-orthodoxe kathedraal in de Russische stad Peterhof.

## Bouw
De kathedraal werd in de jaren 1895-1904 in opdracht van Alexander III gebouwd in de stijl van de Russische architectuur van de 16e-17e eeuw. Het piramidevormig gebouw is 70 meter hoog, wordt omringd door een overdekte galerij en bekroond met vijf tentdaken met uivormige koepels. De muren zijn van donkerrode en gele baksteen, gedecoreerd met geglazuurde tegels en afgewisseld met zuilen van zandsteen.

## Sovjet-periode
Na beroving van waardevolle voorwerpen werd de kathedraal in 1935 gesloten. Net als de meeste andere gebouwen van Peterhof werd de kathedraal tijdens de Tweede Wereldoorlog zwaar beschadigd. Het gebouw deed na de oorlog decennialang dienst als pakhuis. Het verval van de voormalige kathedraal stopte pas in 1985, toen er een begin werd gemaakt met herstelwerkzaamheden aan het exterieur van de kerk.

## Heropening
De kathedraal werd in 1990 teruggegeven aan de Russisch-orthodoxe Kerk. Sindsdien volgde een nauwgezette reconstructie van het interieur, de iconostase en de beschildering. Op 9 juli 1994 vond de wijding van de kathedraal plaats door de patriarch van Moskou en heel Rusland. Inmiddels is de kathedraal weer volledig in de oude luister hersteld.